# Élection partielle de Southend East de 1980
L'élection partielle de Southend East se déroule le 13 mars 1980.
Elle vise à remplacer le député conservateur Stephen McAdden (en), représentant la 
circonscription électorale anglaise de Southend East à 
la Chambre des communes, qui est mort le 26 décembre 1979.
Cette élection est remportée par une majorité de seulement 430 voix par le candidat conservateur Teddy Taylor, qui a perdu son siège de Glasgow Cathcart quelques mois plus tôt, lors des élections générales du 3 mai. Il est systématiquement réélu par la suite jusqu'en 2005, lorsqu'il prend sa retraite.

## Les résultats
| Parti         | Parti                                              | Candidat            | Votes  | Votes | Votes  |
| Parti         | Parti                                              | Candidat            | Voix   | %     | +/-    |
| ------------- | -------------------------------------------------- | ------------------- | ------ | ----- | ------ |
|               | Parti conservateur                                 | Teddy Taylor        | 13 117 | 36,8  | – 19,3 |
|               | Parti travailliste                                 | Colin George        | 12 687 | 35,6  | + 6,5  |
|               | Parti libéral                                      | David Evans         | 8 752  | 23,6  | + 12,0 |
|               | New Britain                                        | Terence Robertson   | 532    | 1,5   | —      |
|               | ACMFTP (en)                                        | Oliver Smedley (en) | 207    | 0,6   | —      |
|               | Libéral indépendant                                | James Curry         | 132    | 0,4   | —      |
|               | Democratic Monarchist Public Safety White Resident | Bill Boaks (en)     | 23     | 0,0   | —      |
| Participation | Participation                                      | Participation       | 35 637 | 62,5  | – 12,9 |